# حزب التجارة الحرة
حزب التجارة الحرة (بالإنجليزية: Free Trade Party)‏ هو حزب سياسي أسترالي، أسس في 1880، وحل في 1909، يقع مقره في كانبرا.

## أعضاء بارزون
- كود سباركل
- تحديث القائمة

- جورج ريد (سياسي)
- جوزيف كوك
- هنري باركس
- بادي غلين
- فيلي كيلي
- Edward Braddon
- هنري ويليس (سياسي)
- ألبرت قاولد
- ألفرد كونروي
- Dugald Thomson